# بيثيا

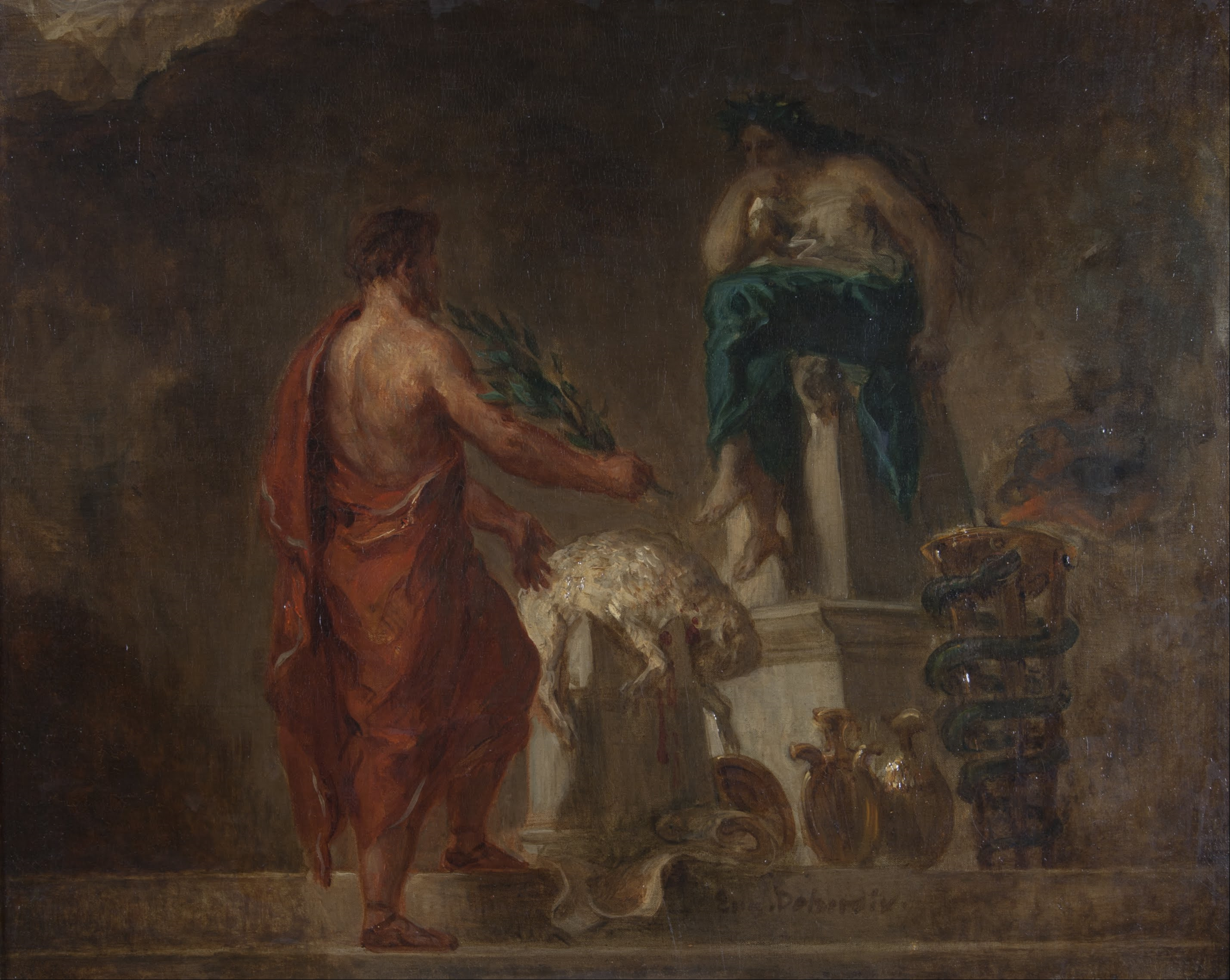
لوحة يكورغوس يستشير بيثيا (1835/1845)، من رسم ديلاكروا.

بيثيا (باليونانية: Πυθία)‏ هي الوسيط الروحي وكاهنة الإله أبولو، وكان مقرها في معبد أبولو في دلفي والذي يقع على منحدرات جبل بارناسوس. وكان لبيثيا الفضل الكبير في التحدث بنبوءات أبولو. وجدت كاهنة دلفي في القرن 8 ق.م. على الرغم من احتمالية وجودها في أواخر العصور الموكيانية.